# Rok 1863 (odczyt)
Rok 1863 – drukowany odczyt Józefa Piłsudskiego z 1924.
Odczyt został wygłoszony przez Józefa Piłsudskiego 20 stycznia 1924 w sali kina Colosseum w Warszawie (ul. Nowy Świat 19). Dotyczył problematyki powstania styczniowego. Autor dokonywał rozliczenia z fałszywą jego zdaniem mitologią tego zrywu, w której wychowywało się jego pokolenie, zwłaszcza z legendą powszechnej zgody narodowej i jedności wszystkich warstw społecznych. Nie przekreśla istotnego znaczenia wspólnoty idei w życiu narodu, a nawet uważa, że ma ona znaczenie pierwszoplanowe, przed wspólnotą interesów. Wskazuje jednak na to, że wspólnota idei ma charakter praktyczny i jest zarodkiem czynu, który zyskuje tym samym głęboką podstawę. Filozof Andrzej Wawrzynowicz stwierdził, że "podstawę wielkości epoki powstania styczniowego odnajduje Piłsudski w efekcie, dość nieoczekiwanie, w sferze symbolicznej i w wewnętrznej misji strzeżenia 'powagi' tej sfery. Tym samym 'kolista' logika tej argumentacji krytycznej, skierowanej w punkcie wyjścia przeciwko fałszywym legendom powstania, ulega tu paradoksalnemu domknięciu". Jako główną tajemnicę wielkości insurekcji Marszałek wskazał insygnia Rządu Narodowego jednoczące ludzi wokół zrywu i będące zaczynem przyszłej niepodległości Polski.
Stenogram odczytu został przez autora poprawiony i opatrzony przedmową. W tej formie opublikowano go w roku odczytania (Wydawnictwo Ignis, Warszawa). Drugie wydanie ukazało się w edycji zbiorowej pism Marszałka (1931), a trzecie w 1937.